# Campeonato Mineiro de Voleibol Masculino de 2017
O Campeonato Mineiro de Voleibol Masculino de 2017 foi a edição desta competição organizada pela Federação Mineira de Vôlei. Participaram do torneio quatro equipes provenientes dos municípios mineiros Belo Horizonte, Contagem, Juiz de Fora e Montes Claros, os jogos acontecendo nas tres ultimas cidades citada e também em Mariana.

## Sistema de Disputa
O torneio foi disputado em fase classificatória, em turno e returno, totalizando doze jogos (pontos corridos), e fase final abrangendo semifinal, final e disputa de terceiro lugar, definindo assim o pódio.

## Equipes Participantes
Equipes que disputam a Campeonato Mineiro de Voleibol Masculino de 2018:
| Equipe              | Cidade         | Última participação | Mineiro 2017 |
| ------------------- | -------------- | ------------------- | ------------ |
| Sada Cruzeiro       | Contagem       | Mineiro 2016        | 1º           |
| Minas Tênis Clube   | Belo Horizonte | Mineiro 2016        | 2º           |
| Juiz de Fora Vôlei  | Juiz de Fora   | Mineiro 2016        | 4º           |
| Montes Claros Vôlei | Montes Claros  | Mineiro 2016        | 3º           |

### Classificação
- Vitória por 3 sets a 0 ou 3 a 1: 3 pontos para o vencedor;
- Vitória por 3 sets a 2: 2 pontos para o vencedor e 1 ponto para o perdedor.
- Não comparecimento, a equipe perde 2 pontos.
- Em caso de igualdade por pontos, os seguintes critérios servem como desempate: número de vitórias, média de sets e média de pontos.

## Fase classificatória
|  |                                     |
|  | Equipe classificada às semi-finais. |

|     |                     |     | Jogos | Jogos | Jogos | Resultados | Resultados | Resultados | Resultados | Resultados | Resultados | Sets | Sets | Sets  | Pontos | Pontos | Pontos |
| Pos | Equipe              | Pts | T     | V     | D     | 3–0        | 3–1        | 3–2        | 2–3        | 1–3        | 0–3        | V    | P    | R     | V      | P      | R      |
| --- | ------------------- | --- | ----- | ----- | ----- | ---------- | ---------- | ---------- | ---------- | ---------- | ---------- | ---- | ---- | ----- | ------ | ------ | ------ |
| 1   | Sada Cruzeiro       | 17  | 6     | 6     | 0     | 4          | 1          | 1          | 0          | 0          | 0          | 18   | 3    | 6,000 | 522    | 442    | 1.181  |
| 2   | Montes Claros Vôlei | 10  | 6     | 3     | 3     | 1          | 2          | 0          | 1          | 1          | 1          | 12   | 11   | 1.091 | 527    | 520    | 1.013  |
| 3   | Minas Tênis Clube   | 7   | 6     | 2     | 4     | 1          | 1          | 0          | 1          | 2          | 1          | 10   | 13   | 0.769 | 538    | 529    | 1.017  |
| 4   | Juiz de Fora Vôlei  | 2   | 6     | 1     | 5     | 0          | 0          | 1          | 0          | 1          | 4          | 4    | 17   | 0.235 | 424    | 502    | 0.845  |

Resultados
| 25 de agosto de 2017 20:00 Relatório | Sada Cruzeiro | 3 — 0             | Montes Claros Vôlei | Ginásio Poliesportivo do Riacho, Contagem |
| 25 de agosto de 2017 20:00 Relatório | 25            | Set 1 Set 2 Set 3 | 22 21 20            | Ginásio Poliesportivo do Riacho, Contagem |

| 30 de agosto de 2017 19:30 Relatório | Minas Tênis Clube | 0 — 3             | Sada Cruzeiro | Poliesportivo Mariana, Mariana |
| 30 de agosto de 2017 19:30 Relatório | 27 33 20          | Set 1 Set 2 Set 3 | 29 35 25      | Poliesportivo Mariana, Mariana |

| 2 de setembro de 2017 19:00 Relatório | Montes Claros Vôlei | 2 — 3                         | Sada Cruzeiro | Ginásio Tancredo Neves, Montes Claros |
| 2 de setembro de 2017 19:00 Relatório | 25 19 20 25 8       | Set 1 Set 2 Set 3 Set 4 Set 5 | 23 25 23 15   | Ginásio Tancredo Neves, Montes Claros |

| 7 de setembro de 2017 17ː00 Relatório | Sada Cruzeiro | 3 — 0             | Juiz de Fora Vôlei | Ginásio Poliesportivo do Riacho, Contagem |
| 7 de setembro de 2017 17ː00 Relatório | 25 26         | Set 1 Set 2 Set 3 | 15 18 24           | Ginásio Poliesportivo do Riacho, Contagem |

| 8 de setembro de 2017 19ː30 Relatório | Sada Cruzeiro | 3 — 0             | Juiz de Fora Vôlei | Ginásio do Unifemm, Sete Lagoas |
| 8 de setembro de 2017 19ː30 Relatório | 25            | Set 1 Set 2 Set 3 | 16 14 23           | Ginásio do Unifemm, Sete Lagoas |

| 13 de setembro de 2017 20:00 Relatório | Montes Claros Vôlei | 3 — 0             | Juiz de Fora Vôlei | Ginásio Tancredo Neves, Montes Claros |
| 13 de setembro de 2017 20:00 Relatório | 25 28               | Set 1 Set 2 Set 3 | 21 23 26           | Ginásio Tancredo Neves, Montes Claros |

| 15 de setembro de 2017 20ː00 Relatório | Sada Cruzeiro | 3 — 1             | Minas Tênis Clube | Ginásio Poliesportivo do Riacho, Contagem |
| 15 de setembro de 2017 20ː00 Relatório | 25 20 26      | Set 1 Set 2 Set 3 | 22 21 25 24       | Ginásio Poliesportivo do Riacho, Contagem |

| 15 de setembro de 2017 20:00 Relatório | Montes Claros Vôlei | 3 — 1                   | Juiz de Fora Vôlei | Ginásio Tancredo Neves, Montes Claros |
| 15 de setembro de 2017 20:00 Relatório | 25 23 25            | Set 1 Set 2 Set 3 Set 4 | 17 18 25 21        | Ginásio Tancredo Neves, Montes Claros |

| 19 de setembro de 2017 20:00 Relatório | Montes Claros Vôlei | 1 — 3                   | Minas Tênis Clube | Ginásio Tancredo Neves, Montes Claros |
| 19 de setembro de 2017 20:00 Relatório | 25 24 21            | Set 1 Set 2 Set 3 Set 4 | 18 26 25          | Ginásio Tancredo Neves, Montes Claros |

| 21 de setembro de 2017 20:00 Relatório | Montes Claros Vôlei | 3 — 1                   | Minas Tênis Clube | Ginásio Tancredo Neves, Montes Claros |
| 21 de setembro de 2017 20:00 Relatório | 27 20 25            | Set 1 Set 2 Set 3 Set 4 | 25 21 18          | Ginásio Tancredo Neves, Montes Claros |

| 26 de setembro de 2017 20:30 Relatório | Juiz de Fora Vôlei | 0 — 3             | Minas Tênis Clube | Ginásio da UFJF, Juiz de Fora |
| 26 de setembro de 2017 20:30 Relatório | 20 22 12           | Set 1 Set 2 Set 3 | 25                | Ginásio da UFJF, Juiz de Fora |

| 27 de setembro de 2017 19:00 Relatório | Juiz de Fora Vôlei | 3 — 2                         | Minas Tênis Clube | Ginásio da UFJF, Juiz de Fora |
| 27 de setembro de 2017 19:00 Relatório | 25 22 25 23 15     | Set 1 Set 2 Set 3 Set 4 Set 5 | 21 25 21 25 8     | Ginásio da UFJF, Juiz de Fora |

## Fase final
- Todos os jogos no horário do Brasil.
- Local1:Ginásio Poliesportivo do Riacho, Contagem
- Local2:Ginásio Tancredo Neves, Montes Claros

|  | Semifinais             | Semifinais        |   |  | Final                | Final |  |
|  |                        |                   |   |  |                      |       |  |
|  | 30 de setembro - 17ː00 |                   |   |  |                      |       |  |
|  | Montes Claros Vôlei    | 0                 |   |  |                      |       |  |
|  | Minas Tênis Clube      | 3                 |   |  |                      |       |  |
|  |                        |                   |   |  |                      |       |  |
|  |                        |                   |   |  | 7 de outubro - 20ː00 |       |  |
|  |                        |                   |   |  | Sada Cruzeiro        | 3     |  |
|  |                        | Minas Tênis Clube | 1 |  |                      |       |  |
|  |                        |                   |   |  |                      |       |  |
|  |                        |                   |   |  |                      |       |  |
|  |                        |                   |   |  |                      |       |  |
|  | 4 de outubro - 20ː00   |                   |   |  |                      |       |  |
|  | Sada Cruzeiro          | 3                 |   |  |                      |       |  |
|  | Juiz de Fora Vôlei     | 1                 |   |  |                      |       |  |

### Semifinal
| 30 de setembro de 2017 17:00 Relatório | Montes Claros Vôlei | 0 — 3             | Minas Tênis Clube | Ginásio Tancredo Neves, Montes Claros |
| 30 de setembro de 2017 17:00 Relatório | 23 21               | Set 1 Set 2 Set 3 | 25                | Ginásio Tancredo Neves, Montes Claros |

| 4 de outubro de 2017 20ː00 Relatório | Sada Cruzeiro | 3 — 1             | Juiz de Fora Vôlei | Ginásio Poliesportivo do Riacho, Contagem |
| 4 de outubro de 2017 20ː00 Relatório | 22 25         | Set 1 Set 2 Set 3 | 25 19 17 18        | Ginásio Poliesportivo do Riacho, Contagem |

### Final
| 7 de outubro de 2017 20ː00 Relatório | Sada Cruzeiro | 3 — 1             | Minas Tênis Clube | Ginásio Poliesportivo do Riacho, Contagem |
| 7 de outubro de 2017 20ː00 Relatório | 25 22 25      | Set 1 Set 2 Set 3 | 23 15 25 14       | Ginásio Poliesportivo do Riacho, Contagem |

## Classificação final
| Classficação | Equipe              |
| ------------ | ------------------- |
| 1            | Sada Cruzeiro       |
| 2            | Minas Tênis Clube   |
| 3            | Montes Claros Vôlei |
| 4            | Juiz de Fora Vôlei  |

## Premiações
| Campeonato Mineiro de 2017              |
| --------------------------------------- |
| Sada Cruzeiro Vôlei Campeão (8º título) |